# Космос-434
Космос-434 — третій, останній, політ з метою випробування місячного посадкового модуля Т2К на навколоземній орбіті.

## Політ
У третьому орбітальному польоті безпілотного прототипу Місячного корабля вмикання рідинного ракетного двигуна апарата в дросельному режимі було найтривалішим за три польоти, а після другого вмикання корабель перейшов на орбіту висотою 186-11804 км.
Після різних перевірок бортової апаратури з імітацією перебування на Місяці було скинуто місячний посадковий пристрій «ЛПУ» (рос. Лунное посадочное устройство) і двигун блоку «Є» увімкнувся вдруге. У режимі максимальної тяги він зімітував вихід ЛК на навколомісячну орбіту для зустрічі з ЛОК. Внаслідок цього маневру апогей орбіти Т2К збільшився до 11804 км.
Після цього апарат перебував в режимі стабілізації, імітуючи маневри зближення і стикування з ЛОК.
В польоті посадковий ступінь перевірив свої системи й особливих проблем виявлено не було.
22 серпня 1981-го року апарат зійшов з орбіти Землі і згорів у атмосфері.

## Цікавий факт
За десять років по запуску «Космос-434» став знижуватись — невдовзі після падіння станції «Скайлеб» на Австралію і розвідувального супутника Космос-954 з ядерною бортовою енергетичною установкою на Канаду. Іноземні спостерігачі висували версію, що на супутнику встановлений ядерний реактор. Однак через те, що цей апарат був запущений в період «місячної гонки», маневрував на орбіті і передавав телеметричні сигнали, притаманні радянським пілотованим КК, деякі західні оглядачі вважали, що це автоматичний варіант пілотованого корабля. Потім, при поступовому зануренні в атмосферу, супутник згорів над Австралією.
Щоб розвіяти побоювання у зв'язку з цією подією, офіційний представник Міністерства закордонних справ СРСР запевнив Канберру, що на борту «Космоса-434» не було радіоактивних матеріалів і що супутник був просто «експериментальний блок місячного модуля». Це було перше офіційне визнання існування радянської пілотованої місячної програми.
Очевидно було, що основним призначенням апарата «Космос-434» був політ у пілотованому, а не у безпілотному варіанті.